# Diadi
Diadi là một đô thị hạng 4 ở tỉnh Nueva Vizcaya, Philippines. Theo điều tra dân số năm 2007, đô thị này có dân số 15.567 người trong 2.847 hộ.

## Barangay
Diadi được chia thành 19 barangay.
| - Arwas - Balete - Bugnay - Decabacan - Duruarog - Escoting - Nagsabaran - Namamparan - Pinya - Poblacion | - Ampakling - Butao - Langca - Lurad - Rosario - San Luis - San Pablo - Villa Aurora - Villa Florentino |